# Mozart! (Musical)
Mozart! ist ein deutschsprachiges Musical mit Texten von Michael Kunze und Musik von Sylvester Levay. Kunze und Levay schufen zuvor bereits gemeinsam das Musical Elisabeth. Mozart! basiert auf dem Leben von Wolfgang Amadeus Mozart. Dabei werden die Musikstile Rock, Pop und Klassik in den Liedern verbunden.

## Inhalt

### 1. Akt
1809 im Herbst werden der Arzt und Naturforscher Doktor Anton Mesmer und einer seiner Diener von Constanze Nissen – der Witwe von Wolfgang Amadeus Mozart – auf dem Friedhof St. Marx zum Grab ihres verstorbenen Mannes geführt. Dafür verlangt sie Bezahlung. Am Grab angekommen, erinnert sich Mesmer an den Auftritt des Wunderknaben vor vierzig Jahren auf der Freiluftbühne im Barockgarten seiner Wiener Villa.
Damals, im Jahre 1768, präsentierte der Kapellmeister Leopold Mozart – unter Assistenz seiner Tochter Nannerl – seinen Sohn Wolfgang Amadé. Der Knabe ist krank, bringt aber die Gäste mit seinem Können trotzdem oder gerade deshalb zum Staunen. Doch die Baronin von Waldstätten (Martha Elisabeth von Waldstätten) ermahnt den Vater, seinen Sohn nicht zu überfordern. Sie ist es auch, die es möglich macht, dass der Kleine ein Kästchen, das er gefunden hatte, behalten durfte.
Neun Jahre später. Das Wunderkind ist ein junger Mann geworden, der seiner Schwester Nannerl einen roten Rock vorführt, den er aus Spielgewinnen finanziert hatte. Doch als der herrische Vater den Rock sieht, findet er diesen für Mozart nicht standesgemäß. Als er dann noch erfährt, dass Wolfgang ihn durch Spiel erstanden hat, lässt er Nannerl den Rock zurückbringen und Mozart die Serenade für den Fürsten schreiben.
Im Musical schreibt die Rolle Wolfgang nicht die Partituren. Das übernimmt das stets gegenwärtige Porzellankind Amadé, das als Personifizierung des Genies immerzu damit beschäftigt ist zu komponieren. Während nun also das Porzellankind die Serenade schreibt, hadert Wolfgang mit seiner Beziehung zum Vater, der ihn offensichtlich nicht so akzeptiert, wie er ist und sein möchte.
Derweil sorgt Graf Arco (Karl Joseph Maria Graf Arco) in der Wiener Residenz für ein Festessen für den Fürsterzbischof Hieronymus von Colloredo. Dieser tritt auf und mahnt die gesamte Dienerschaft zu Demut und Disziplin und warnt bei Nichtbeachtung vor dem Armenhaus. Er wird also als strenger Herrscher dargestellt, der alle, die unter ihm dienen, fest im Griff haben will. Es ist schon jetzt klar, dass diese beiden Charaktere nicht miteinander auskommen können. Als Mozart dann – verspätet – mit seinem Vater auftritt und so unglaublich stolz auf sein Werk ist, dass er es für Colloredo als gar nicht standesgemäß erachtet, zerreißt dieser die Partitur und tut seinen Unmut kund, indem er verlauten lässt, nichts mehr vom Vater oder Sohn mit dem Namen Mozart hören zu wollen. Leopold zeigt sich entsetzt, doch Wolfgang scheint eher froh über diese Entscheidung. Nun möchte Wolfgang auf Reisen gehen, um in anderen großen Städten eine Anstellung zu suchen. Schließlich muss Leopold einwilligen. Er schickt den Jungen mit seiner Mutter auf die Reise. Den Verlauf der Reise erfährt der Zuschauer durch Gespräche zwischen den Marktfrauen und Wolfgangs Schwester. Sie ist hoffnungsfroh. Doch Graf Arco bremst ihren Eifer, indem er ankündigt, der Fürsterzbischof werde nun seinen Einfluss spielen lassen. Der Vater, der sich große Sorgen macht, schreibt einen Brief an den Sohn, in dem er diesem rät, sein Herz in Eisen einzuschließen.
In Mannheim setzt die Familie Weber, die sich in finanziellen Nöten befindet, ihre erstgeborene Tochter Aloysia auf den Komponisten an. Das Unternehmen gelingt. Wolfgang gibt Geld und bekundet seine Absicht, sie zu seiner Primadonna zu machen.
Davon erfährt natürlich auch Leopold, der seinen Sohn sofort nach Paris beordert. Dort angekommen, schickt er noch immer Geld zu den Webers, um die Tochter nicht zu verlieren. Darüber verarmen er und seine Mutter selbst. Sie stirbt schließlich in der elenden Unterkunft der beiden. Mozart erkennt die Grausamkeit des Lebens und muss verarmt nach Salzburg zurückkehren, was die Bediensteten und Emanuel Schikaneder, den Leiter einer dort momentan stationierten Theatergruppe, gleichermaßen amüsiert. Nun hat der Vater durch die Schulden ein Druckmittel erlangt, Wolfgang endgültig an sich zu binden. Aus diesem Grund lehnt er auch ein Angebot der Baronin von Waldstätten ab.
Einige Monate später. Colloredo reist nach Wien und beordert – trotz Graf Arcos Befürchtungen – Mozart an seinen Hofstaat. In der Hauptstadt angekommen, trifft der Komponist wieder auf die Webers. Aloysia ist nun verheiratet, und so verliebt er sich in Constanze, als beide einer Schaustellertruppe zusehen. Er zieht in die Wohnung der Familie.
Als Leopold das erfährt, wird ihm klar, dass die Chance auf eine Rückkehr des Sohnes damit stark gesunken ist. Verbittert und enttäuscht versenkt er die Trophäen des ehemaligen Wunderkindes in der Salzach. Nannerl – beim Versuch den Vater zu trösten gescheitert – wird mehr und mehr klar, dass sie trotz ihrer musikalischen Begabung wohl in Zukunft kein Künstlerleben führen wird.
In Wien allerdings bricht der Fürsterzbischof sein Versprechen, Mozart eine Audienz beim Kaiser zu arrangieren. Er will ihn stattdessen nach Salzburg zurückschicken. Wolfgang stellt ihn zur Rede und beschließt, sich nicht länger einem Herrn zu unterwerfen, sondern frei zu sein. Nach einem Streit wird Mozart mit einem Fußtritt aus seinem Dienst entlassen. Er beschließt neu anzufangen, muss aber erkennen, dass er, um seine Ziele zu erreichen, das verhasste Porzellankind braucht. Er will seinen Schatten loswerden, weiß aber nicht wie.

### 2. Akt
Zurück im Jahre 1809. Der Diener beginnt zu graben. Mesmer stellt Frau Nissen Fragen über ihren verstorbenen Mann, die sie nicht beantworten will. Er erinnert sich daran, dass der Komponist manchmal seltsam war.
Im Jahre 1781 diskutieren die Zuhörer nach einem Konzert von Wolfgang Amadé Mozart über sein Können und seine Chancen. Sie sind alle einer Meinung: Wer Erfolg haben will, muss intrigieren und Intrigen erkennen können.
Wolfgang ist bei den Webers ausgezogen, wodurch seine Liebesbeziehung mit Constanze noch stärker geworden ist. Diese läuft allerdings nach einem Streit von zu Hause weg, direkt in die Arme ihres Geliebten. Die beiden werden von Cäcilia Weber und ihrem Liebhaber Johann Torwart überrascht. Cäcilia und Johann zwingen den Komponisten, einen Vertrag zu unterzeichnen, der ihn entweder zu lebenslangen Unterhaltszahlungen oder zur Eheschließung verpflichtet. Constanze – damit nicht einverstanden – nimmt ihrer Mutter den Vertrag ab und zerreißt ihn.
Ein Alptraum entführt Wolfgang auf einen Maskenball. Von Lebensbegleitern bedrängt, sucht er eine Antwort auf die Frage, was zugleich blind, zerbrechlich, weiblich, launisch, unsichtbar, unbestechlich, untreu, unbeschreiblich ist, kleiner beim Verweilen, kleiner vom Staunen, aber scheu und größer durch Teilen wird. Schließlich bringt ihn sein Vater auf die Antwort: Das Glück. Dann verschwindet dieser. Wolfgang will ihm nachgehen, wird aber von der Baronin von Waldstätten aufgehalten und ermahnt, nicht sein Leben lang dem Vater hinterher zu laufen, sondern erwachsen zu werden.
Derweil erklärt sich der Vater in Salzburg mit der Liebe seiner Tochter Nannerl nicht einverstanden, solange keine Mitgift vorhanden sei. Daraufhin bittet sie ihren Bruder um das eigentlich ihr zustehende Geld, das der Vater ihm gegeben hat. Wolfgang ist bereit, ihr das Geld zu geben, doch wird er von scheinbaren Freunden darum gebracht, die ihn betrunken machen und mit ihm Karten spielen.
Nach einer langen Nacht erklärt Constanze dem Publikum, dass sie es schade fände, einen Tanz zu versäumen und zeigt so ihren leichtlebigen Charakter. Mozart kann ihr solch ein Leben bieten. Doch zu seinem Erfolg fehlt ihm noch die Versöhnung mit seinem Vater. Der kommt nach Wien und ist anfangs begeistert, was sein Sohn auf die Beine gestellt hat, doch als ihm klar wird, dass sein ehemaliges Wunderkind ihn nicht mehr braucht, schlägt seine Stimmung – für seinen Sohn unerklärlich – um. Schließlich übergibt Wolfgang ihm das Kästchen aus dem Mesmerschen Garten, das mit Geld gefüllt ist. Das Geld will der Sohn nutzen, um seinen Vater aus dem Dienst beim Fürsterzbischof freizukaufen. Zornig schleudert Leopold seinem Sohn das Kästchen vor die Füße und meint, dass er ihm mehr schulde als nur Geld. Dann geht er ab. Mozart ist enttäuscht, da es ihm ohne diese Versöhnung nicht möglich ist, sich über den Erfolg zu freuen. Doch ihm ist auch klar, dass er seinen Weg trotzdem gehen muss. Die Lage scheint ausweglos, wodurch sich die „Seltsamkeiten“, wie Mesmer sie beschrieb, einstellten. In diesem Moment wird er auch noch von seinem Genius attackiert, da dieser mit dem Leben, das er führt, nicht zufrieden ist.
Derweil denkt der Fürsterzbischof über seinen ehemaligen Bediensteten nach. Nie hat er Mozart vergessen. Er will ihn wieder in seinen Dienst nehmen. So lässt er Leopold herbitten, der allerdings dem Unterfangen keine großen Erfolgschancen zubilligt. Er bietet stattdessen seinen Enkel als neues Wunderkind an. Das führt zu seiner Entlassung.
Mozarts Erfolg in Wien schwindet. Sein immer noch mehr als ausreichendes Einkommen fließt allerdings zusehends in die Taschen der gierigen Cäcilia Weber. Als er sich weigert, weiter zu zahlen, erfährt er vom Tode seines Vaters. Im Stephansdom wird aus der Klage Anklage. Doch beide haben gelitten, weil – so Mozart – es Gottes Wunder nicht umsonst gebe. Noch im Dom bekommt er den Auftrag, ein Requiem für eine fremde Person zu schreiben.
Im Jahre 1789 – nach einer Straßendiskussion über die Französische Revolution – bekommt Wolfgang den Auftrag, die Zauberflöte zu vertonen. Sein Auftraggeber Emanuel Schikaneder offeriert Wolfgang eine Schauspielerin als Inspirationshilfe. Die beiden verschwinden in einem Gartenhaus und Amadé beginnt die Musik zur Zauberflöte zu komponieren. Die Gestalten schweben, während ein Medley der Opernmusik erklingt, durch den Garten. Die Oper wird ein riesig großer Erfolg.
Mozart indes ist krank. Amadé arbeitet an dem Requiem. Wolfgang erkennt, dass es für ihn selbst ist. Als dem Kind die Tinte ausgeht, sticht es Wolfgang – wie schon so oft – in den Arm und schreibt mit seinem Blut weiter. Doch als das auch nicht mehr reicht, sticht ihn das Porzellankind ungerührt ins Herz. Mozart stirbt.
Nun verschmelzen im Finale Zeit und Raum. Der tote Körper fällt Menschen zum Opfer, die nach Geld und Andenken gieren. Alle Lebensgefährten umstehen Mozarts Totenbett. Dr. Mesmer erhebt auf dem Friedhof einen vom Diener ausgegrabenen Menschenschädel. Nannerl findet das geheimnisvolle Kästchen. Die Melodie, die erklingt, erinnert an die Wunderkindzeit.

## Zusammenfassung
Wolfgang Amadeus Mozart wird als „Zerrissener“ dargestellt. In seinem Bemühen um ein freies Leben und eine künstlerische Entfaltung ohne Zwänge stößt er oft bei seiner Umwelt an, insbesondere bei seinem Vater und beim Erzbischof Colloredo. Auf der Bühne steht Mozart das nur für ihn sichtbare „Porzellankind“ Amadé zur Seite. Es verkörpert den kleinen Mozart, arbeitet unermüdlich an neuen Sinfonien und ist am Ende für den Tod Mozarts verantwortlich.
Michael Kunze und Sylvester Levay haben neben Mozart! auch Elisabeth (die Geschichte der Elisabeth von Österreich-Ungarn), Marie Antoinette und Rebecca als Musical geschaffen.

## Songs

### 1. Akt
1. Prolog
2. Was für ein Kind!
3. Menschen vergessen – neu ab Hamburg 2001
4. Der Rote Rock – nur in der Uraufführung 1999 und in Tecklenburg 2008, in Hamburg 2001 und ab Wien 2015 ersetzt durch „Die Wunder sind vorüber“
5. Warum kannst du mich nicht lieben wie ich bin? – Änderungen in Text und Musik noch während der Uraufführung, von da an der Titel „Ich bin, ich bin Musik“
6. Wo bleibt Mozart?
7. Niemand liebt Dich so wie ich
8. Jeder Abschied ist der Anfang einer Reise – nur in Hamburg 2001 und Wien 2006
9. Ah, das Fräulein Mozart! – Kürzungen und Änderungen ab Wien 2015, gleicher Titel
10. Schließ Dein Herz in Eisen ein – ab Wien 2015 Lied elf
11. Eine ehrliche Familie – ab Wien 2015 Lied zehn
12. Die Reise nach Paris – eine sogenannte Montage mit den Spielorten Salzburg und Paris auf der Bühne, im Laufe der Zeit immer Änderungen in Text und Musik. Ab Wien 2015 ist der Spielort dieser Szene nur noch Salzburg und Lied elf „Niemand applaudiert“ erst Paris.
13. Niemand applaudiert – neu ab Wien 2015
14. Was für ein grausames Leben
15. Hol-la-re, du-hi-je – nur in der Uraufführung 1999 und in Tecklenburg 2008, in Hamburg 2001 und ab Wien 2015 ersetzt durch „In Salzburg ist Winter“
16. Ein bissel für's Hirn und ein bissel für's Herz – nicht in Hamburg 2001
17. Gold von den Sternen
18. Niemand liebt Dich so wie ich (Reprise)
19. Mir ist er anvertraut (Antecessio „Wie kann es möglich sein?“) – Textänderung ab Wien 2015, von da an der Titel „Wien wird mich um ihn beneiden (Antecessio „Wie kann es möglich sein?“)“
20. Halten Sie den Atem an! – ab Hamburg 2001 ersetzt durch „Wo gibt's was zu gucken?“, Textänderung ab Wien 2015, von da an der Titel „Wo gibt's was zu gaffen?“
21. Sauschwanz von Drecken – nur in der Uraufführung 1999 und in Tecklenburg 2008, Textänderung in Hamburg 2001 und ab Wien 2015, von da an der Titel  „Ich bin extraordinär“
22. Weil Du so bist, wie Du bist
23. Wir zwei zusammen – neu ab Wien 2015
24. Der Prinz ist fort – nur in der Uraufführung 1999, in Hamburg 2001 ersetzt durch „Gibt es Musik, die nie zu Ende geht?“. Ab Wien 2015 wurde dieser Part gestrichen, „Der Prinz ist fort“ folgt erst im zweiten Akt.
25. Ich bleibe in Wien!
26. Wie wird man seinen Schatten los? (Finale 1. Akt)

### 2. Akt
1. Entr'acte – in der Uraufführung und in Hamburg 2001 folgte hier ein zweiter Prolog
2. Hier in Wien!
3. Du hast ihn an der Angel – neu ab Wien 2015
4. Dich kennen heißt Dich lieben
5. Ha! Ein Liebesnest!
6. Dich kennen heißt Dich lieben (Reprise)
7. Mummenschanz / Rätsellied / Mummenschanz (Reprise) – Kürzung des „Rätselliedes“ ab Wien 2015, von da an der zusammengefasste Titel „Wer ist wer?“ anstelle von „Mummenschanz“ und „Mummenschanz (Reprise)“
8. Jetzt sind wir beim Spielen / Der Prinz ist fort – wieder eine sogenannte Montage, allerdings nur in der Uraufführung, mit den Spielorten Salzburg und Wien auf der Bühne. Im Laufe der Zeit Änderungen in Text und Musik. Ab Hamburg sind die beiden Lieder konsequent in zwei Szenen unterteilt. Zuerst „Der Prinz ist fort“ und anschließend das „Freundschaftslied“, so wie in Hamburg betitelt. Ab Wien 2015 ist der Titel einfach „Freunde“.
9. Irgendwo wird immer getanzt
10. Wie kann es möglich sein?
11. Brief aus Wien / Im Caféhaus – erneut eine Montage, allerdings nur in der Uraufführung, mit den Spielorten Salzburg und Wien auf der Bühne. Ab Hamburg sind die beiden Lieder konsequent in zwei Szenen unterteilt. Zuerst „Breif aus Wien“ und anschließend „Lieber Vater, hör nur!“, so wie in Hamburg betitelt. Im Laufe der Zeit Änderungen in Text und Musik. Ab Wien 2015 ist „Brief aus Wien“ gestrichen und es gibt nur noch die Szene in Wien mit dem Lied „Stolz (Leopold in Wien)“
12. Warum kannst Du mich nicht lieben?
13. Mozarts Verwirrung
14. Gold von den Sternen (Reprise)
15. Bettelbriefe
16. Papa ist tot
17. Schließ dein Herz in Eisen ein (Reprise) / Was für ein grausames Leben (Reprise) – ab Wien 2015 ist „Was für ein grausames Leben (Reprise)“ gestrichen
18. Der Mensch wird erst Mensch durch den aufrechten Gang – nur in der Uraufführung Wien 1999 und Hamburg 2001
19. Ein bissel für's Hirn und ein bissel für's Herz – in Hamburg 2001 folgt hier erst dieses Lied, was sonst eigentlich im Ersten Akt gespielt wird
20. Irgendwo wird immer getanzt (Reprise) – neu ab Wien 2015
21. Der einfache Weg – neu ab Wien 2015
22. Mozart, Mozart!
23. Ich schmeck den Tod
24. Was für ein grausames Leben (Reprise) / Wie wird man seinen Schatten los (Reprise) – ab Wien 2015 ersetzt durch „Ich bin, ich bin Musik (Reprise)“
25. Wie wird man seinen Schatten los? (Finale)

## Produktionen
Österreich:
- Wien: Weltpremiere, 2. Oktober 1999, Dernière: 7. Mai 2001 (419 Aufführungen)
- Wien: Konzertante Aufführung zum Mozartjahr, Premiere: 4. Februar 2006, Dernière: 11. Februar 2006
- Wien: Neuproduktion im Raimund Theater, Premiere: 24. September 2015, Dernière: 20. März 2016 (168 Aufführungen)

 Volksrepublik China:
- Shanghai: Premiere: 17. Dezember 2016, Dernière: 15. Januar 2017

 Deutschland:
- Hamburg: Neue Flora, Premiere: 21. September 2001, Dernière: 30. Juni 2002 (320 Aufführungen)
- Plauen und Zwickau: Theater Plauen-Zwickau, Premiere: 18. Januar 2008, Dernière: 21. Juni 2008 (16 Aufführungen)
- Tecklenburg: Freilichtspiele Tecklenburg, Premiere: 21. Juni 2008, Dernière: 30. August 2008 (24 Aufführungen)
- Lohne: Gymnasium Lohne, Premiere: 23. Mai 2009, Dernière: 14. Juni 2009 (9 Aufführungen)
- Duisburg: Theater am Marientor, Premiere 21. Oktober 2016, Dernière 23. Oktober 2016 (5 Aufführungen)
- Tecklenburg: Freilichtspiele Tecklenburg, Premiere: 16. Juni 2023, Dernière: 27. August 2023 (24 Aufführungen)[1]
- München: Bayerische Theaterakademie August Everding, Premiere 13. November 2024, Dernière 22. November 2024 (5 Aufführungen)

 Schweden:
- Karlstad: Premiere: 26. September 2002, Dernière: 9. Februar 2003

 Japan:
- Tokio: Premiere: 5. Oktober 2002, Dernière: 31. Oktober 2002
- Osaka: Premiere: 5. November 2002, Dernière: 20. November 2002
- Tokio: Premiere: 3. Dezember 2002, Dernière: 29. Dezember 2002
- Tokio: Premiere: 4. Juli 2005, Dernière: 26. August 2005
- Nagoya: Premiere: 5. Oktober 2005, Dernière: 30. Oktober 2005
- Fukuoka: Premiere: 5. November 2005, Dernière: 30. November 2005
- Tokio: Premiere: 19. November 2007, Dernière: 25. Dezember 2007
- Tokio: Premiere: 6. November 2010, Dernière: 24. Dezember 2010
- Osaka: Premiere: 8. Januar 2011, Dernière: 25. Januar 2011
- Kanazawa: Premiere: 29. Januar 2011, Dernière: 30. Januar 2011
- Tokio: Premiere: 8. November 2014, Dernière: 24. Dezember 2014
- Osaka: Premiere: 3. Januar 2015, Dernière: 15. Januar 2015
- Tokio: Premiere: 26. Mai 2018, Dernière: 28. Juni 2018
- Osaka: Premiere: 5. Juli 2018, Dernière: 18. Juli 2018
- Nagoya: Premiere: 1. August 2018, Dernière: 19. August 2018
- Tokio: Premiere: 8. April 2021, Dernière: 5. Mai 2021
- Sapporo: Premiere: 14 Mai. 2021, Dernière: 17. Mai 2021
- Osaka: Premiere: 25 Mai. 2021, Dernière: 7. Juni 2021

 Ungarn:
- Budapest: Premiere: 22. März 2003, Dernière: 4. Mai 2011
- Veszprém: Premiere: 4. April 2022

 Tschechien:
- Brno: Premiere: 4. Oktober 2009
- Pilsen: Premiere: 2015

 Südkorea:
- Seoul: Premiere: 20. Januar 2010, Dernière: 21. Februar 2010
- Seoul: Premiere: 27. Mai 2011, Dernière: 3. Juli 2011
- Seoul: Premiere: 10. Juni 2016, Dernière: 8. Juli 2016

 Belgien:
- Antwerpen: Premiere: 10. Dezember 2017, Dernière: 7. Januar 2018

## Besetzung
|                          | Premierenbesetzung Wien (1999) | Premierenbesetzung Hamburg (2001) | Premierenbesetzung Wien (2006) | Premierenbesetzung Tecklenburg (2008) | Premierenbesetzung Wien (2015) | Premierenbesetzung Duisburg (2017) | Premierenbesetzung Tecklenburg (2023) |
| ------------------------ | ------------------------------ | --------------------------------- | ------------------------------ | ------------------------------------- | ------------------------------ | ---------------------------------- | ------------------------------------- |
| Wolfgang Mozart          | Yngve Gasoy-Romdal             | Yngve Gasoy-Romdal                | Rasmus Borkowski               | Patrick Stanke                        | Oedo Kuipers                   | Oedo Kuipers                       | Jan-Philipp Rekezus                   |
| Leopold Mozart           | Thomas Borchert                | Ethan Freeman                     | André Bauer                    | Ethan Freeman                         | Thomas Borchert                | Marc Clear                         | Thomas Borchert                       |
| Hieronymus Colloredo     | Uwe Kröger                     | Felix Martin                      | Uwe Kröger                     | Marc Clear                            | Mark Seibert                   | Maximilian Mann                    | Alexander di Capri                    |
| Constanze Weber / Nissen | Ruth Brauer / Carin Filipčić   | Maricel / Karin Westfal           | Jana Stelley                   | Simone Geyer                          | Franziska Schuster             | Anna Christiana Hofbauer           | Katia Bischoff                        |
| Baronin von Waldstätten  | Lenneke Willemsen              | Angelika Milster                  | Carin Filipčić                 | Jana Werner                           | Ana Milva Gomes                | Ann Christin Elverum               | Wietske van Tongeren                  |
| Nannerl Mozart           | Caroline Vasicek               | Marta Helmin                      | Caroline Vasicek               | Karin Seyfried                        | Barbara Obermeier              | Amélie Dobler                      | Valerie Luksch                        |
| Cäcilia Weber            | Eva Maria Marold               | Nicole Berendsen                  | Jacqueline Braun               | Anne Welte                            | Brigitte Oelke                 | Susanna Panzner                    | Brigitte Oelke                        |
| Karl Joseph Graf Arco    | Dennis Kozeluh                 | Alexander di Capri                | Dennis Kozeluh                 | Wolfgang Höltzel                      | Jon Geoffrey Goldsworthy       | Guido Gottenbos                    | Christian Schöne                      |
| Emanuel Schikaneder      | Boris Eder                     | –                                 | Harald Tauber                  | Adrian Becker                         | Johannes Glück                 | Thomas Hohler                      | Benjamin Eberling                     |

## CD-Aufnahmen
- 1999: „Die Höhepunkt der Welt-Uraufführung“ Cast-Aufnahme
- 2002: Zwei Live Cast-CDs zur Uraufführung in Japan
- 2005: Gesamtaufnahme zur Aufführung Japan
- 2010: Gesamtaufnahme zur Aufführung in Korea
- 2010: Cast-CD zur Aufführung in Korea
- 2015: Gesamtaufnahme Live aus dem Raimund Theater

## Sonstiges
- Im Juni 2016 wurde ein Live-Mitschnitt der Vereinigten Bühnen Wien von Mozart! auf DVD und Blu-ray veröffentlicht